# Diócesis de Kribi
La diócesis de Kribi (en latín: Dioecesis Kribensis y en francés: Diocèse de Kribi) es una circunscripción eclesiástica de la Iglesia católica en Camerún. Se trata de una diócesis latina, sufragánea de la arquidiócesis de Yaundé. Desde el 7 de noviembre de 2015 su obispo es Damase Zinga Atangana.

## Territorio y organización
La diócesis tiene 11 208 km² y extiende su jurisdicción sobre los fieles católicos de rito latino residentes en el departamento de Océan en la región del Sur.
La sede de la diócesis se encuentra en la ciudad de Kribi, en donde se halla la Catedral de San José.
En 2021 en la diócesis existían 46 parroquias.

## Historia
La diócesis fue erigida el 19 de junio de 2008 con la bula Cum ad aeternam del papa Benedicto XVI, obteniendo el territorio de la división de la diócesis de Ebolowa-Kribi, de donde también se originó la diócesis de Ebolowa.

## Estadísticas
Según el Anuario Pontificio 2022 la diócesis tenía a fines de 2021 un total de 122 500 fieles bautizados.
| Año                                                                             | Población            | Población | Población      | Sacerdotes | Sacerdotes    | Sacerdotes    | Bautizados por sacerdote | Diáconos permanentes | Religiosos | Religiosos | Parroquias |
| Año                                                                             | Bautizados católicos | Total     | % de católicos | Total      | Clero secular | Clero regular | Bautizados por sacerdote | Diáconos permanentes | Varones    | Mujeres    | Parroquias |
| ------------------------------------------------------------------------------- | -------------------- | --------- | -------------- | ---------- | ------------- | ------------- | ------------------------ | -------------------- | ---------- | ---------- | ---------- |
| 2008                                                                            | 77 115               | 150 000   | 51.4           | 27         | 25            | 2             | 2856                     |                      |            | 8          | 20         |
| 2012                                                                            | 71 000               | 156 000   | 45.5           | 33         | 30            | 3             | 2151                     |                      | 5          | 9          | 32         |
| 2013                                                                            | 76 000               | 160 000   | 47.5           | 34         | 31            | 3             | 2235                     | 1                    | 6          | 16         | 33         |
| 2016                                                                            | 81 500               | 171 400   | 47.5           | 35         | 31            | 4             | 2328                     | 1                    | 4          | 12         | 33         |
| 2019                                                                            | 87 500               | 184 000   | 47.6           | 44         | 35            | 9             | 1988                     |                      | 11         | 18         | 38         |
| 2021                                                                            | 122 500              | 250 000   | 49.0           | 55         | 40            | 15            | 2227                     |                      | 30         | 28         | 46         |
| Fuente: Catholic-Hierarchy, que a su vez toma los datos del Anuario Pontificio. |                      |           |                |            |               |               |                          |                      |            |            |            |

## Episcopologio
- Joseph Befe Ateba † (19 de junio de 2008-4 de junio de 2014 falleció)
- Damase Zinga Atangana, desde el 7 de noviembre de 2015